# 三宝禅
 三宝禅 （さんぼうぜん）は、日本の禅宗系宗教団体の1つ。現在の管長は4代目の山田凌雲（山田匡通・イトーキ会長、東京顕微鏡院理事長）、本部は鎌倉市。
1954年に曹洞宗から独立。曹洞宗と臨済宗の双方の修行法を採り入れるという原田祖岳の教えを受け継ぎ、安谷白雲が設立した。
三宝とは、仏・法（教え）・僧の3つを指す。なお、教団の教義が仏教であるからといって、教団の全ての指導者が仏教徒とは限らない。

## 沿革
三宝教団は1954年に、原田祖岳の弟子の安谷白雲によって設立された。
教団は特に居士のために、臨済宗、曹洞宗に変わる第三の禅宗教団として設立された。前2者が地方寺院の宗教儀礼ばかりで在家信者と対応しなかった聖職者養成機関であったことを踏まえて。
原田祖岳は曹洞宗と臨済宗の双方を研究した曹洞宗の僧侶である。
安谷白雲も曹洞宗の僧侶だったが、曹洞宗の葬儀に関わるのが多いことと、形式主義的な在り方に拒否感を抱いた。
彼は仏教のより深い個人的な経験を求め、曹洞宗の開祖道元が、安谷の時代には曹洞宗では使用されなくなった公案を使用・奨励していたことを確認した。
1925年に、安谷は曹洞宗でありながら公案を再発見していた原田に会った。安谷は原田に公案を学びながら、原田から曹洞宗の嗣法を受けた。徹底的に修行すると共に、原田は在家信者にも平等に教え始めた。
第二次世界大戦後、原田と安谷は西洋人の在家信者にも教え始めた。1951年にフィリップ・カプロウは、原田そして安谷に学び始めた。
三宝教団は1954年の1月8日に設立され、安谷が初代管長となった。安谷は、三宝教団こそ道元の公案と坐禅のバランスの取れた教えだと信じた。
1950年代、60年代にフィリップ・カプロウやロバート・ベーカー・エイトケンなどが、安谷の下で学び始めた。
1962年に安谷は初めてアメリカを訪れ、ハワイやロサンゼルスで接心を指導した。
安谷のどの弟子も教団の中で在家信者のままではいなかった。
安谷は臨済宗と曹洞宗の教義を指導し続け、教団内で昇格させた。
例えば、安谷は、曹洞宗の嗣法を公案禅を学んでいた上級生だった前角博雄に与えた。
1973年、山田耕雲が安谷を受け継いで、教団の2代管長となった。キリスト教徒の信者が参禅するのも許容した。
山田は1950年に原田に会って受戒し、その流れで安谷にも会った。
彼は数人のキリスト教徒の参禅者、特に愛宮真備とルベン・アビトに老師号を授けた。
1989年、山田の遷化に伴い、弟子の窪田慈雲が3代管長となり、2004年に引退するまで続けた。
現在、教団は2代目の山田耕雲の長男の山田凌雲が4代目管長として指導している。
山田凌雲は16才で安谷老師の弟子となり、1978年に山田耕雲老師の許で罷参、1985年耕雲老師より嗣法。三宝教団正師家。2004年10月、三宝教団管長に就任した。
なお、2018年7月1日に法人名を「三宝教団」から「三宝禅」へと改名した。

### 歴代管長
1. 安谷白雲（白雲室安谷量衡） － 1954年 - 1970年[11]
2. 山田耕雲（耕雲軒山田円光禅心） － 1970年 - 1989年
3. 窪田慈雲（慈雲軒窪田光山巍堂） － 1989年 - 2004年
4. 山田凌雲（凌雲軒山田大通） － 2004年 -

## 三宝教団の公案
教団の公案参禅法は、原田が開発したもので、白隠の公案を改良している。

## 三宝教団の展開
教団は、西洋において伝統宗派を超えてかなりの影響を及ぼした。
安谷による変革の結果、在家信徒への教団の指導法とリーダーシップが発想され、特に西洋の禅の系譜において具体化した。全体的に宗教改革或いはイギリスの宗教改革との類似が見られた。